# المسرح الغربي لحرب الاستقلال الأمريكية
كان المسرح الغربي لـحرب الاستقلال الأمريكية (1775–1783 م) هو منطقة الصراع والنزاع الغربي لـجبال الأبالاش، وهي المنطقة التي أصبحت (الإقليم الشمالي الغربي) للولايات المتحدة الأميركية وكذلك ولايات كنتاكي وتينيسي وميزوري. وقد نشبت الحرب قبل ذلك الغربية بين الأمريكيين الأصليين مع حلفائهم وهم: 1/البريطانيين في ديترويت. 2/المستوطنين الأمريكيين جنوب وشرق نهر أوهايو.

## الخلفية التاريخية
عندما بدأت حرب الاستقلال الأمريكية عام 1775م، حدد نهر أوهايو ( Ohio River )الحدود الواهية بين المستعمرات الأمريكية والأمريكيين الأصليين لمنطقة أوهايو. وقد كان لهذه الحدود أصولها في إعلان عام 1763م؛ الذي منع المستعمرين البريطانيين من استيطان منطقة غرب جبال الأبلاش. وقد أصدر العرش البريطاني هذا الإعلان بعد الحرب الفرنسية والهندية (1754–1763 م) من أجل منع النزاع بين الهنود والمستعمرين في الأراضي الشاسعة التي احتلتها فرنسا حديثًا، ومع ذلك، اعترض المستوطنون وتجار الأراضي في بريطانيا وأمريكا على هذا التقييد، ونتيجة لهذا الاعتراض تفاوض المسئولون البريطانيون في معاهدتين مع الأمريكيين الأصليين عام 1768م وهما معاهدة فورت ستانويكس ومعاهدة هارد لابور اللتان بموجبهما فُتحت الأراضي للاستيطان جنوب نهر أوهايو. وبعد ذلك، تضاءلت التوترات بين المسؤولين البريطانيين والمستعمرين على سياسات الأراضي الغربية.
كما لم يستشار معظم الأمريكيين الأصليين ( الهنود الحمر ) الذين عاشوا بالفعل في وادي أوهايو وقاموا بالصيد فيه - وهي قبائل شاوني ومينجو وديلاوير ووياندوت - في معاهدات عام 1768م. وقد بدأت قبائل شاوني، الغاضبة من إيروكواس لبيع أراضيهم للبريطانيين، في تنظيم حلف من الهنود الغربيين بهدف منع فقدان أراضيهم، وبالرغم من ذلك، عمل المسؤولون البريطانيون ومسؤولو إيروكواس على عزل قبائل شاوني دبلوماسياً من الأمم الهندية الأخرى، ولذلك عندما اندلعت حرب دونمور عام 1774م، واجهت قبائل شاوني جيش ولاية فيرجينيا بعدد قليل من الحلفاء. وبعد انتصار فيرجينيا في الحرب، اضطرت قبائل شاوني لقبول حدود نهر أوهايو. ولكن جدد قادة شاوني ومينجو الذين لم يوافقوا على هذه الشروط الصراع مرة أخرى بعد وقت قليل من بدء حرب الاستقلال الأمريكية عام 1775م.

## من 1775 م إلى 1776م – الحياد والغارات الصغيرة
في البداية، سعى كل من الكونغرس البريطاني ومؤتمر فيلادلفيا لإبعاد الأمريكيين الأصليين عن الحرب، وفي فورت بيت في أكتوبر عام 1775م، أكد القادة الأمريكيون والهنود مرة أخرى على الحدود التي وضعتها حرب دونمور في العام السابق. وبدون الدعم البريطاني، هجم القادة الهنود مثل القائد بلاك فيش قبيلة شاومي، و على الصعيد الأخر هاجم القائد بلوجي قبيلة مينجو على ولاية كنتاكي، على أمل طرد المستوطنين منها. وقد أراد محافظ فيرجينيا باتريك هنري الانتقام من خلال مهاجمة مدينة بلوجي في منطقة أوهايو، لكنه ألغى الحملة خوفًا من ألا يكون الجيش قادرًا على التمييز بين الهنود المحايدين والأعداء، وبالتالي يجعل من قبائل ديلاوير وشاوني المحايدين أعداءً له. ومع ذلك، أصبحت قبيلتا شاوني وديلاوير منقسمتين بشكل متزايد حول المشاركة في الحرب من عدمها، بينما وقف قادة مثل وايت آيز (ديلاوير) وكورنزتوك (شاوني) على الحياد، وقرر باكونجاهيلاس (ديلاوير) وبلو جاكيت (شاوني) القتال ضد الأمريكيين.
وفي ولاية كنتاكي، أصبح المستوطنون المعزولون والصيادون الهدف المتكرر للهجمات، مما أقنع الكثيرين بالعودة إلى الشرق. وفي أواخر ربيع عام 1776م، لم يتبقّ إلا عدد أقل من 200 مستعمر في كنتاكي، يتركزون بشكل أساسي في مستوطنات محصنة بونيسبورو وهارودسبرج ومحطة لوغان. وفي ديسمبر 1776م، قُتل بلوجي في هجمة على محطة ماكليلان، التي كانت تقع في الموقع الحالي لـجورج تاون، كنتاكي.

### كتب
- Bakeless, John. Background to Glory: The Life of George Rogers Clark. Lincoln: University of Nebraska Press, 1957. Bison Book printing, 1992; ISBN 0-8032-6105-5. Popular history which portrays Clark as a military genius who conquered the Old Northwest. The 1992 introduction by historian James P. Ronda reflects later doubts about this traditional view of Clark.
- Calloway, Colin G. The American Revolution in Indian Country: Crisis and Diversity in Native American Communities. Cambridge University Press, 1995. ISBN 0-521-47149-4 (hardback).
- Dowd, Gregory Evans. A Spirited Resistance: The North American Indian Struggle for Unity, 1745–1815. Baltimore: Johns Hopkins University Press, 1992. ISBN 0-8018-4609-9.
- Downes, Randolph C. Council Fires on the Upper Ohio: A Narrative of Indian Affairs in the Upper Ohio Valley until 1795. Pittsburgh: University of Pittsburgh Press, 1940. ISBN 0-8229-5201-7 (1989 reprint).
- Grenier, John. The First Way of War: American War Making on the Frontier, 1607–1814. Cambridge University Press, 2005. ISBN 0-521-84566-1.
- Hurt, R. Douglas. The Ohio Frontier: Crucible of the Old Northwest, 1720–1830. Bloomington, Indiana: Indiana University Press, 1996. ISBN 0-253-33210-9 (hardcover); ISBN 0-253-21212-X (1998 paperback).
- Kenton, Edna. Simon Kenton: His Life and Period, 1755–1836. Originally published 1930; reprinted Salem, NH: Ayer, 1993.
- Lancaster، Bruce (1971). The American Revolution. New York: American Heritage. ISBN:0-618-12739-9.
- Nelson, Larry L. A Man of Distinction among Them: Alexander McKee and the Ohio Country Frontier, 1754–1799. Kent, Ohio: Kent State University Press, 1999. ISBN 0-87338-620-5 (hardcover).
- Nester, William. The Frontier War for American Independence. Mechanicsburg, PA: Stackpole Books, 2004. ISBN 0-8117-0077-1.
- Scaggs, David Curtis, ed. The Old Northwest in the American Revolution: An Anthology. Madison: The State Historical Society of Wisconsin, 1977. ISBN 0-87020-164-6.
- Smith, Thomas H., ed. Ohio in the American Revolution: A Conference to Commemorate the 200th Anniversary of the Ft. Gower Resolves. Columbus: Ohio Historical Society, 1976.
- Sosin, Jack M. The Revolutionary Frontier, 1763–1783. New York: Holt, 1967.
- Van Every, Dale. A Company of Heroes: The American Frontier, 1775–1783. New York: Morrow, 1962. Popular history with emphasis on George Rogers Clark and Joseph Brant.

## وصلات خارجية
- Bibliography of The Continental Army Operations in the West compiled by the United States Army Center of Military History